# Deltote hemicycla
Deltote hemicycla is een vlinder van de familie van de uilen (Noctuidae). De wetenschappelijke naam van deze soort is voor het eerst voorgesteld als Eustrotia hemicycla door Emilio Berio in een publicatie uit 1959.
De soort komt voor op Madagaskar.